# Burgerlijk huwelijk en geregistreerd partnerschap in Nederland
Het burgerlijk huwelijk en het geregistreerd partnerschap zijn in Nederland geregeld in Boek 1 van het Burgerlijk Wetboek. Twee personen kunnen  zo'n huwelijk of partnerschap sluiten als zij aan de volgende voorwaarden voldoen:
- beide partners zijn ten minste 18 jaar oud
- beide partners begrijpen de af te leggen verklaring volledig en zijn in staat hun eigen wil te bepalen
- beide partners zijn niet gehuwd of geregistreerd partner
- onder curatele gestelden hebben toestemming van de curator of vervangende toestemming van de rechter
- er is geen familierelatie in de rechte lijn of tweede graad (is familierelatie door adoptie ontstaan, dan moet de rechter toestemming geven)
  - is er sprake van een familierelatie in de derde of vierde graad, niet in rechte lijn, dan leggen beide partners apart van elkaar een verklaring onder ede of belofte af waaruit hun vrije wil tot het aangaan van het huwelijk blijkt
- ten minste een van beide partners bezit de Nederlandse nationaliteit of staat in Nederland ingeschreven in de Basisregistratie Personen

De huwelijkse staat en het geregistreerd partnerschap omvat allerlei rechten en plichten. Artikel 80b bepaalt dat op een geregistreerd partnerschap de titels 6, 7 en 8 (rechten en verplichtingen van echtgenoten, de wettelijke gemeenschap van goederen, en de huwelijkse voorwaarden) van overeenkomstige toepassing zijn, met uitzondering van het omtrent scheiding van tafel en bed bepaalde. Artikel 81 in titel 6 stelt: Echtgenoten zijn elkander getrouwheid, hulp en bijstand verschuldigd. Zij zijn verplicht elkander het nodige te verschaffen. Wat betreft de materiële kant is dit de onderhoudsplicht. Voor de rest is het een ideële verplichting die niet in rechte kan worden afgedwongen. Er is daar dan ook geen sanctie op gesteld. Titel 6 gaat door met de verplichting tot de verzorging van de tot het gezin behorende minderjarige kinderen en het dragen van de kosten en opvoeding van de verzorging en opvoeding van deze kinderen. De verplichting tot samenwonen bestaat in Nederland niet meer.
De partners moeten samen de kosten van de huishouding, daaronder begrepen de kosten van verzorging en opvoeding van de kinderen, dragen, naar evenredigheid van hun inkomen. Zijn de kosten hoger dan hun inkomens, dan moeten zij het meerdere dragen naar evenredigheid van hun vermogens. Ze moeten elkaar voldoende geld ter beschikking stellen om de kosten van de huishouding te betalen. Van deze draagplicht naar evenredigheid van inkomen en vermogen kan alleen bij huwelijkse voorwaarden worden afgeweken.
Het burgerlijk huwelijk of geregistreerd partnerschap is ook van belang voor erfopvolging bij versterf. Verder heeft bij overlijden van een van de partners de andere over een erfenis een vrijstelling van € 795.156 (2024) voor de erfbelasting.
Artikel 2, zesde lid, van de Algemene wet inzake rijksbelastingen bepaalt dat bepalingen voor rijksbelastingen die rechtsgevolgen verbinden aan het aangaan, het bestaan, de beëindiging of het beëindigd zijn van een huwelijk van overeenkomstige toepassing zijn op het aangaan, het bestaan, de beëindiging onderscheidenlijk het beëindigd zijn van een geregistreerd partnerschap. 